# イーストパロアルト
イーストパロアルト（East Palo Alto）は、アメリカ合衆国カリフォルニア州のサンマテオ郡にある都市。人口は3万0034人（2020年）。サンフランシスコ・ベイエリアの郊外都市である。

## 歴史
1983年に法人化した比較的若い都市である。1980年アメリカ合衆国国勢調査によれば、アフリカ系アメリカ人が市の人口の61パーセントを占めていた  。低所得の住民が多く、ベイエリアの中では治安が際立って悪かった。隣のメンローパークやパロアルトが高級住宅地であることを考えると異質であった。この不均衡は不動産会社の差別的商慣習である「レッドライニング」や「ブロックバスティング」によって意図的に作りだされたと言われている  。しかしサンフランシスコ半島の開発可能な土地は非常に限られており、1990年以降はイーストパロアルトにも都市再開発の波が押し寄せた。結果的に地価が高騰し、低所得者は安い住宅を求めて郊外に去っていった。2020年国勢調査ではアフリカ系の人口は13パーセントに低下しており、代わってヒスパニックが61パーセントを占めた。治安も改善しており、周辺の都市と大差ないレベルになっている。